# Compte courant d'associés
 (août 2024).
Pour les articles homonymes, voir CCA.
Un compte courant d'associé (CCA) est une somme versée par un associé dans la trésorerie de son entreprise. Cette somme peut être soit directement versée par l'associé soit correspondre à une créance envers l'associé, et laissée à la disposition de l'entreprise.

## Définition
Afin d’améliorer la trésorerie d’une entreprise, les associés ou les dirigeants peuvent réaliser des avances en compte courant. Ces avances sont composées soit de sommes versées par les associés dans les caisses de l’entreprise, soit des sommes dues aux associés (dividendes, rémunérations, etc.) laissées à la disposition de l’entreprise. Ces sommes sont productrices d’intérêts. On distingue parmi les comptes d’associés :
- Les comptes courants d’associés, dans lesquels figurent les sommes laissées temporairement pour une durée indéterminée ;
- Les comptes courants bloqués d’associés, dans lesquels sont inscrites les sommes laissées pour une durée déterminée ;
- Les comptes bloqués, dans lesquels sont inscrites les sommes destinées à être incorporées au capital dans un délai de 5 ans. Ceux-ci seulement sont placés dans la rubrique des autres fonds propres.

## Titulaires d'un compte courant
Les personnes qui sont autorisées à ouvrir un compte courant dans une société commerciale sont les associés de SARL ou les actionnaires de sociétés par actions, les gérants, administrateurs et membres du conseil de surveillance ou du directoire, les associés en nom ou commanditaires dans le cas de sociétés de personnes et les salariés dans la limite de 10 % des capitaux propres de la société.

## Fonctionnement
Une convention entre la société et le titulaire du compte est conclue pour fixer les modalités de fonctionnement du compte (rémunération, remboursement, etc.). Ces comptes ne peuvent être que créditeurs, excepté pour les actionnaires des sociétés anonymes et pour les dirigeants personnes morales des SA et des SARL.
Les conditions de rémunération des comptes courants sont librement négociées entre la société et le prêteur. Le remboursement des sommes prêtées peut être demandé par le titulaire du compte, sous réserve cependant de dispositions spécifiques :
- Un préavis ou des formalités peuvent être prévus par une convention ou les statuts ;
- La société connaît des difficultés rendant impossible le remboursement des sommes prêtées ;
- Il existe une convention de blocage : les sommes prêtées sont bloquées pendant une période déterminée.

### Comptes courants d'associés
Ce sont des comptes utilisés pour les sommes laissées à la disposition de l’entreprise pour une durée indéterminée. Ces sommes sont inscrites au crédit du compte «455. Associés – Comptes Courants» et figurent dans la rubrique des Emprunts et Dettes Financières Divers au bilan. Les intérêts servis sont enregistrés dans le compte «6615. Intérêts des Comptes Courants et des Dépôts Créditeurs».

### Comptes courants bloqués d'associés
Les sommes inscrites dans ces comptes sont destinées à être incorporées au capital dans un délai maximum de 5 ans après le dépôt des fonds. Une convention peut prévoir l’indisponibilité de ces sommes. Si cette indisponibilité est supérieure à un an, les fonds doivent être enregistrés dans le compte «1681. Autres Emprunts».

### Comptes bloqués d'associés
Tout comme les comptes courants bloqués, les sommes inscrites dans ces comptes sont destinées à être incorporées au capital dans un délai de 5 ans après le dépôt des fonds. Mais ces comptes bénéficient d’un régime fiscal plus avantageux : les avances ne sont pas limitées à une fois et demie le montant du capital ni aux 46 000 € maximum. Ces sommes sont considérées comme des Autres Fonds Propres puisqu’elles ne seront pas remboursées.
Les sommes sont enregistrées au crédit d’une subdivision du compte « 167. Emprunts et Dettes Assortis de Clauses Particulières », non prévue par le plan comptable général.

## Position fiscale

### Pour l'entreprise
Les intérêts des comptes d’associés sont déductibles du résultat fiscal, mais ils doivent satisfaire à certains critères  :
- Le capital doit être entièrement libéré ;
- Le taux maximal des intérêts déductibles est fixé à la moyenne des taux effectifs pratiqués par les établissements de crédit pour les prêts à taux variables aux entreprises et d’une durée supérieure à 2 ans ;

### Pour le titulaire du compte
Pour le titulaire personne physique, les intérêts sont soumis à l’impôt sur le revenu au titres des revenus de capitaux mobiliers. Ils peuvent être soumis au prélèvement forfaitaire unique ou au barème progressif de l'impôt sur le revenu.